# Brachystelma comptum
Brachystelma comptum är en oleanderväxtart som beskrevs av Nicholas Edward Brown. Brachystelma comptum ingår i släktet Brachystelma och familjen oleanderväxter. Inga underarter finns listade i Catalogue of Life.